# AVCHD
AVCHD (Còdec Avançat de Vídeo d'Alta Definició, o en anglès, Advanced Video Coding High Definition) és un format per enregistrar i reproduir vídeo d'alta definició.
Va ser desenvolupat conjuntament per Sony i Panasonic, i anunciat el 2006 per a ús en camascopis domèstics d'alta definició. Permet un ampli ventall d'eleccions per a enregistrar mèdia, incloent-hi DVD, discos durs i memòries extraïbles com ara SD/SDHC i les Memory Stick Mark 2 (M2).
Sony i Panasonic van traure els seus primers camascopis AVCHD a la tardor de 2006. Els van seguir Canon i JVC amb els seus models domèstics. Les comparacions favorables de l'AVCHD respecte a l'HDV i l'XDCAM EX, van donar una sòlida percepció perquè aquest format tinguera un ús professional. Tal com l'estàndard va evolucionant, Panasonic trau el primer camascopi professional AVCHD a la tardor de 2008, tot seguit de Sony, que fa el propi a principis del 2010.
L'AVCHD ha estat dissenyat compatible amb format Blu-ray Disc i pot ser usat per autoria i distribució de vídeo d'alta definició en DVD, encara que no tots els reproductors Blu-ray són compatibles amb els discos AVCHD. L'AVCHD i el seu logotip són marques registrades de Panasonic i Sony.

## General

Organització d'arxius en camascopis Panasonic i Canon

AVCHD empra el còdec de compressió de vídeo MPEG-4 AVC/H.264 (AVC) i el còdec de compressió d'àudio Dolby AC-3 (Dolby Digital) o linear PCM. El PCM sense compressió no és suportat en dispositius domèstics, però és ofert a la línia professional Sony NXCAM.
A banda de l'enregistrament d'àudio i vídeo, l'AVCHD inclou trets per millorar les presentacions de mèdia: menús de navegació, cortines i subtítols. El sistema de menu de navegació és similar al de DVD-video, tot permetent l'accés a vídeos individuals des d'una pantalla comuna d'introducció. Els subtítols són usats en alguns camascopis per sobreestampar el minutat a l'enregistrament.
Àudio, vídeo i subtítols són multiplexats amb MPEG i emmagatzemats en mèdia com a arxius binaris. Normalment, les targetes de memòria i HDD usen el sistema d'arxius FAT32, mentre que els discos òptics empren UDF o ISO9660.